# Marmosa quichua
La marmosa quechua (Marmosa quichua) es una especie de marsupial didelfimorfo de la familia Didelphidae endémica del Perú.